# Бойл, Мартин
Мартин Хопкин Бойл (англ. Martin Hopkin Boyle; род. 25 апреля 1993, Абердин, Шотландия) — австралийский футболист шотландского происхождения, вингер клуба «Хиберниан» и сборной Австралии.

## Клубная карьера
Бойл начал профессиональную карьеру в клубе «Монтроз». 20 февраля 2009 года в матче против «Элгин Сити» он дебютировал в Третьем дивизионе Шотландии. 25 сентября 2010 года в поединке против «Клайда» Мартин забил свой первый гол за «Монтроз». В 2012 году забив 22 гола он стал лучшим бомбардиром Третьего дивизиона. Летом того же года Бойл перешёл в «Данди». В матче против «Данди Юнайтед» он дебютировал в шотландской Премьер-лиге.
В начале 2013 года Бойл для получения игровой практики был отправлен в аренду в «Монтроз». В родном клубе он забил 9 голов в 14 матчах.
После окончания аренды он вернулся в «Данди». 8 февраля 2014 года в поединке против «Гамильтон Академикал» Мартин забил свой первый гол за команду. В начале 2015 года Бойл на правах арены перешёл в «Хиберниан». 3 января в матче против «Харт оф Мидлотиан» он дебютировал за новую команду в Чемпионшипе. 31 января в поединке против «Рэйт Роверс» Мартин забил свой первый гол за «Хиберниан». По окончании аренды клуб выкупил трансфер Бойла, а сам игрок подписал контракт на два года. В 2016 году он помог клубу завоевать Кубок Шотландии. В 2017 году Марин помог «Хиберниану» выйти в элиту. Летом того же года клуб продлил соглашение с Бойлом ещё на два года. После отличного сезона в Премьер-лиге, контракт был переподписан до 2021 года.
В начале 2022 года Бойл перешёл в саудовский «Аль-Фейсали». 5 февраля в матче против «Дамака» он дебютировал саудовской Про-Лиге. В этом же поединке Мартин забил свой первый гол за «Аль-Фнйсали». Летом того же года Бой вернулся в «Хиберниан».

## Международная карьера
В 2007 году Бойл сыграл несколько матче за юношескую сборную Шотландии, но затем принял решения выступать за Австралию, так как его отец родился в Сиднее. В марте 2018 года он Мартин получил австралийский паспорт. 17 ноября в товарищеском матче против сборной Южной Кореи Бойл дебютировал за сборную Австралии. 20 ноября в поединке против сборной Ливана он сделал «дубль», забив свои первый голы за национальную команду. 
Бойл был включён в состав сборной Австралии на Кубок Азии 2019, но из-за травмы колена, полученной перед турниром в товарищеском матче против сборной Омана, выбыл из заявки.
В 2024 году Бойл принял участие в Кубке Азии 2023 в Катаре. На турнире он сыграл в матчах против команд Индии, Сирии, Узбекистана, Индонезии и Южной Кореи. В поединках против индонезийцев и узбеков Мартин забил по голу.

### Голы за сборную Австралии
| #   | Дата            | Место                                            | Противник  | Счёт | Результат | Соревнование                     |
| --- | --------------- | ------------------------------------------------ | ---------- | ---- | --------- | -------------------------------- |
| 01. | 20 ноября 2018  | «Австралия», Сидней, Австралия                   | Ливан      | 1:0  | 3:0       | Товарищеский матч                |
| 02. | 20 ноября 2018  | «Австралия», Сидней, Австралия                   | Ливан      | 2:0  | 3:0       | Товарищеский матч                |
| 03. | 11 июня 2021    | Джабер-эль-Ахмед, Эль-Кувейт, Кувейт             | Непал      | 0:3  | 0:3       | Чемпионат мира 2022 квалификация |
| 04. | 2 сентября 2021 | Халифа, Эр-Райян, Катар                          | Китай      | 2:0  | 3:0       | Чемпионат мира 2022 квалификация |
| 05. | 7 октября 2021  | Халифа, Эр-Райян, Катар                          | Оман       | 2:1  | 3:1       | Чемпионат мира 2022 квалификация |
| 06. | 9 сентября 2023 | Эй-ти-энд-ти Стэдиум, Арлингтон, США             | Мексика    | 0:2  | 2:2       | Товарищеский матч                |
| 07. | 22 января 2024  | Эль-Джануб, Эль-Вакра, Катар                     | Узбекистан | 1:0  | 1:1       | Кубок Азии 2023                  |
| 08. | 28 января 2024  | Джассим бин Хамад, Эр-Райян, Катар               | Индонезия  | 2:0  | 4:0       | Кубок Азии 2023                  |
| 09. | 11 июня 20204   | Мембес Экуити Стэдиум, Перт, Австралия           | Палестина  | 4:0  | 5:0       | Чемпионат мира 2026 квалификация |
| 10. | 20 марта 2025   | Сиднейский футбольный стадион, Сидней, Австралия | Индонезия  | 1:0  | 5:1       | Чемпионат мира 2026 квалификация |

## Достижения
Клубные
«Хиберниан»
- Обладатель Кубка Шотландии: 2016/2017

Личные
- Лучший бомбардир Третьего дивизиона Шотландии (22 мяча): 2011/2012